# Александър III (Русия)
Вижте пояснителната страница за други личности с името Александър III.
Александър III Александрович (на руски: Александр III Александрович) е император на Русия, цар на Полша и велик княз на Финландия (1881 – 1894) от династията Холщайн-Готорп-Романов. Управлението му се свързва с отказ от либералната политика от предходния период, а във външнополитически план Русия се сближава с Франция. Опитите на Александър III да се намесва в политическия живот на България довеждат до прекъсване на отношенията между двете страни.

## Произход и ранни години
Александър Александрович е роден през 1845 година в Санкт Петербург. Той е втори син на император Александър II и съпругата му Мария Александровна.
Тъй като се очаква тронът да бъде наследен от по-големия му брат Николай Александрович, Александър не е подготвян за политическа дейност. След внезапната смърт на брат си през 1865 година той започва да изучава право и администрация под наставничеството на Константин Победоносцев, професор по право в Московския университет и убеден консерватор. През 1866 година Александър се жени за датската принцеса Дагмар, която преди това е сгодена за брат му. През следващите години той не се включва активно в политическия живот.
Участва във военните действия в България по време на Руско-турската война от 1877 – 1878. Командир на Русчушкия отряд. В заключителния период на войната е началник на Източния отряд.

## Управление

### Вътрешна политика
Александър III наследява трона след убийството на баща му Александър II при атентат, организиран от организацията Народна воля. Възползвайки се от обществените реакции след убийството, Александър III предприема рязък обрат във вътрешната политика, отказвайки се от либералния курс на баща си. Под влиянието на Константин Победоносцев той отменя някои от реформите от предишните години и изоставя плановете за въвеждане на конституционно управление в Русия. Премахната е автономията на университетите, образованието е поставено под строг контрол от страна на правителството и Руската православна църква, като достъпът на бедните слоеве до него е ограничен. Етническите и религиозни малцинства са подложени на преследвания, а през 1882 година са приети изготвените от граф Игнатиев антисемитските т.нар. Майски закони. Въведеното при Александър II ограничено местно самоуправление е премахнато.

### Външна политика
Александър III прави опити да наложи консервативно управление и в България. Той подкрепя отмяната на Търновската конституция от княз Александър Батенберг през 1881 година и се противопоставя на Съединението на България през 1885 г. През 1886 година Русия вдъхновява група национални предатели - Олимпий Панов, майор Петър Груев, заместникът на военния министър, капитан Анастас Бендерев, и още двама офицери от военното министерство – капитаните Радко Димитриев и Георги Вазов. В заговора участва и руският военен аташе в България полковник Сахаров. Държавния преврат, довел до абдикацията на княза, а през следващите години организира още няколко опита за насилствена смяна на властта в страната, като дори заплашва с пряка военна намеса. Съпротивата на българското правителство срещу руския натиск довежда до прекъсване на дипломатическите отношения между двете страни. Русия признава избора на българския княз Фердинанд едва след смъртта на Александър III.
Александър III умира през 1894 година в Ливадия и е наследен от сина си Николай II.

## Семейство
Александър III има шест деца от брака си с принцеса Дагмар, приела името Мария Фьодоровна.
| Име                      | Раждане | Смърт | Бележки                                                                                            |
| ------------------------ | ------- | ----- | -------------------------------------------------------------------------------------------------- |
| Николай II               | 1868    | 1918  | женен за Алиса Хесенска                                                                            |
| Александър Александрович | 1869    | 1870  | |
| Георгий Александрович    | 1871    | 1899  | |
| Ксения Александровна     | 1875    | 1960  | женена за великия княз Александър Михаилович                                                       |
| Михаил Александрович     | 1878    | 1918  | женен за княгиня Наталия Брасова                                                                   |
| Олга Александровна       | 1882    | 1960  | женена за Петър, херцог на Олденбург, разведена – без деца; женена за Николай Куликовски, две деца |